# Народный учитель Дагестана
Народный учитель Республики Дагестан — почётное звание Республики Дагестан. Учреждено законом Республики Дагестан от 2 октября 1995 года № 6 «О государственных наградах Республики Дагестан».

## Основания награждения
Звание присваивается учителям, достигшим выдающихся результатов в образовании и науке.

## Присвоение почётного звания по годам

### Народный учитель Дагестана

#### 1998
- Азизагаев, Зейнидин Абасович[1][2] (1925–2005)

#### 1999
- Алхасов, Набиулах Абдурагимович[3] (род. в 1936)
- Ахмедов, Гасан Ахмедович (род. в 1935)

#### 2000
- Халималов, Магомед Магомедович

#### 2003
- Казиахмедов, Гаджиахмед Бегович (1934-2016)[4][5]
- Цохолов, Абдула Муртазалиевич[6]

#### 2008
- Ахмедов, Шарафутдин Селимович

#### 2010
- Ражбадинова, Анна Степановна

#### 2012
- Омаров, Бартихан Османович[7]

#### 2014
- Хусбудинов, Шарапудин Салманович[8]
- Магомедов, Тинчав Магомедович[9]

#### 2015
- Разакова, Патимат Салахудиновна[10]
- Алискеров, Алискер Селимханович[11] — заслуженный учитель Российской Федерации[12]

#### 2016
- Гамзалова, Кабзат Мусаевна[13]